# Caravansérail (Chaki)

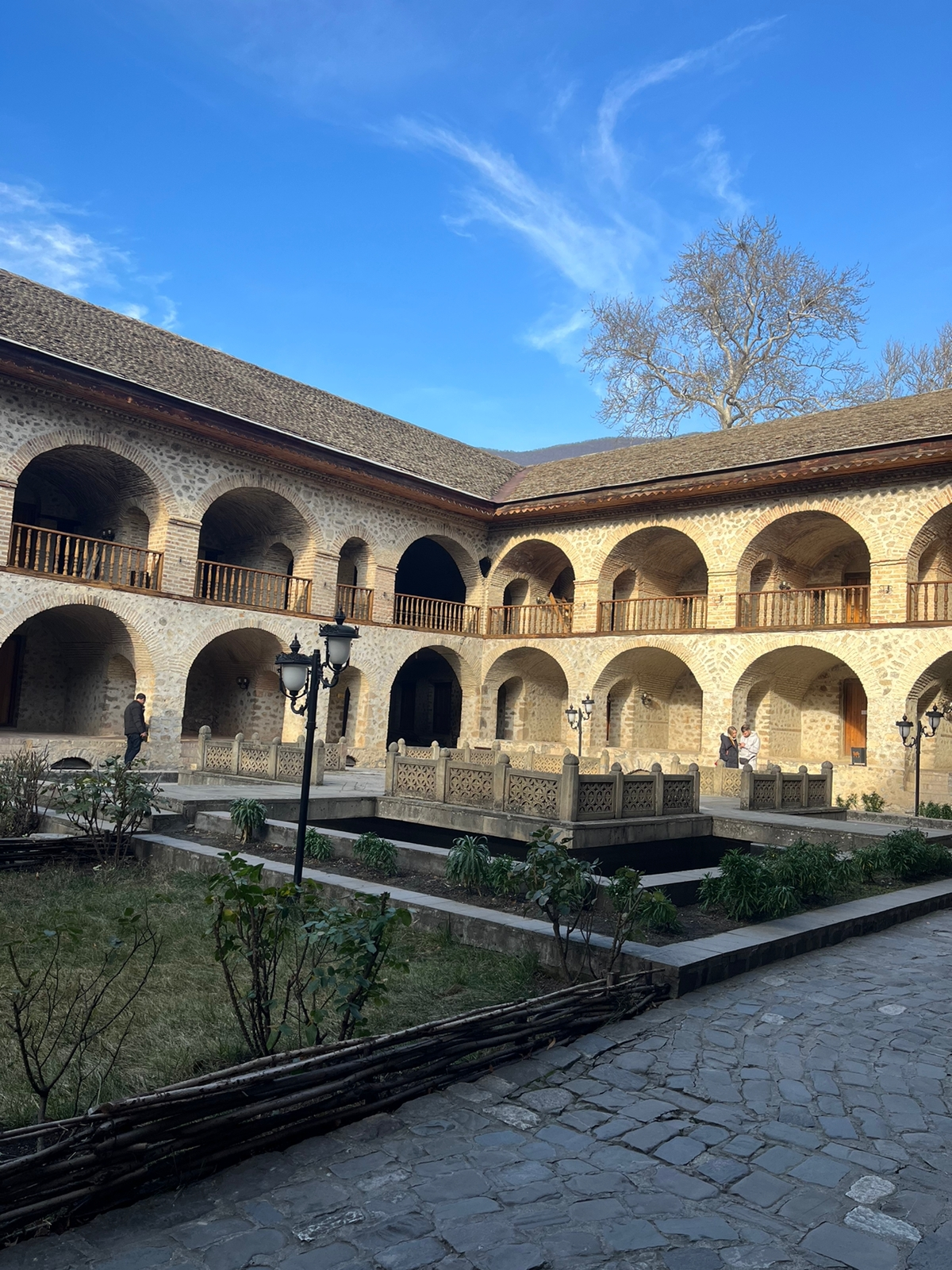
Caravansérail de Chaki

Le caravansérail est un monument historique à Chaki, en Azerbaïdjan dont une partie est utilisée comme hôtel.

## Histoire
Le développement rapide du commerce au Moyen Âge a accru l'importance des caravansérails existant sur le territoire de l'Azerbaïdjan à cette époque. Généralement, les caravansérails étaient construits sous la forme de châteaux à une porte, dont la fermeture les rendait imprenables lors d'incidents dangereux.

## Architecture
Le caravansérail a une forme rectangulaire avec une grande cour au centre de laquelle se trouve un bassin. La superficie totale du caravansérail est d'environ 6000 m².

## Galerie

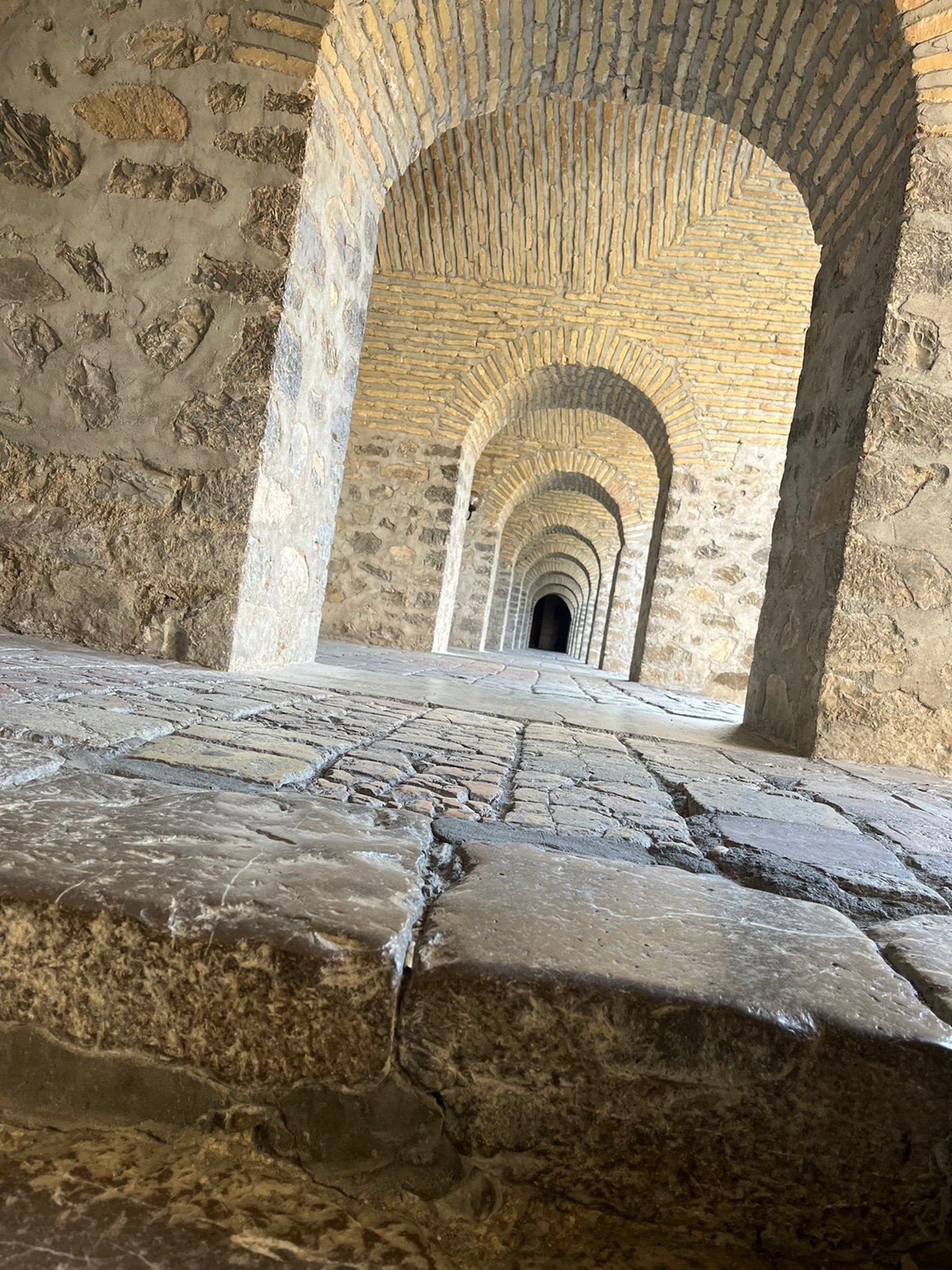
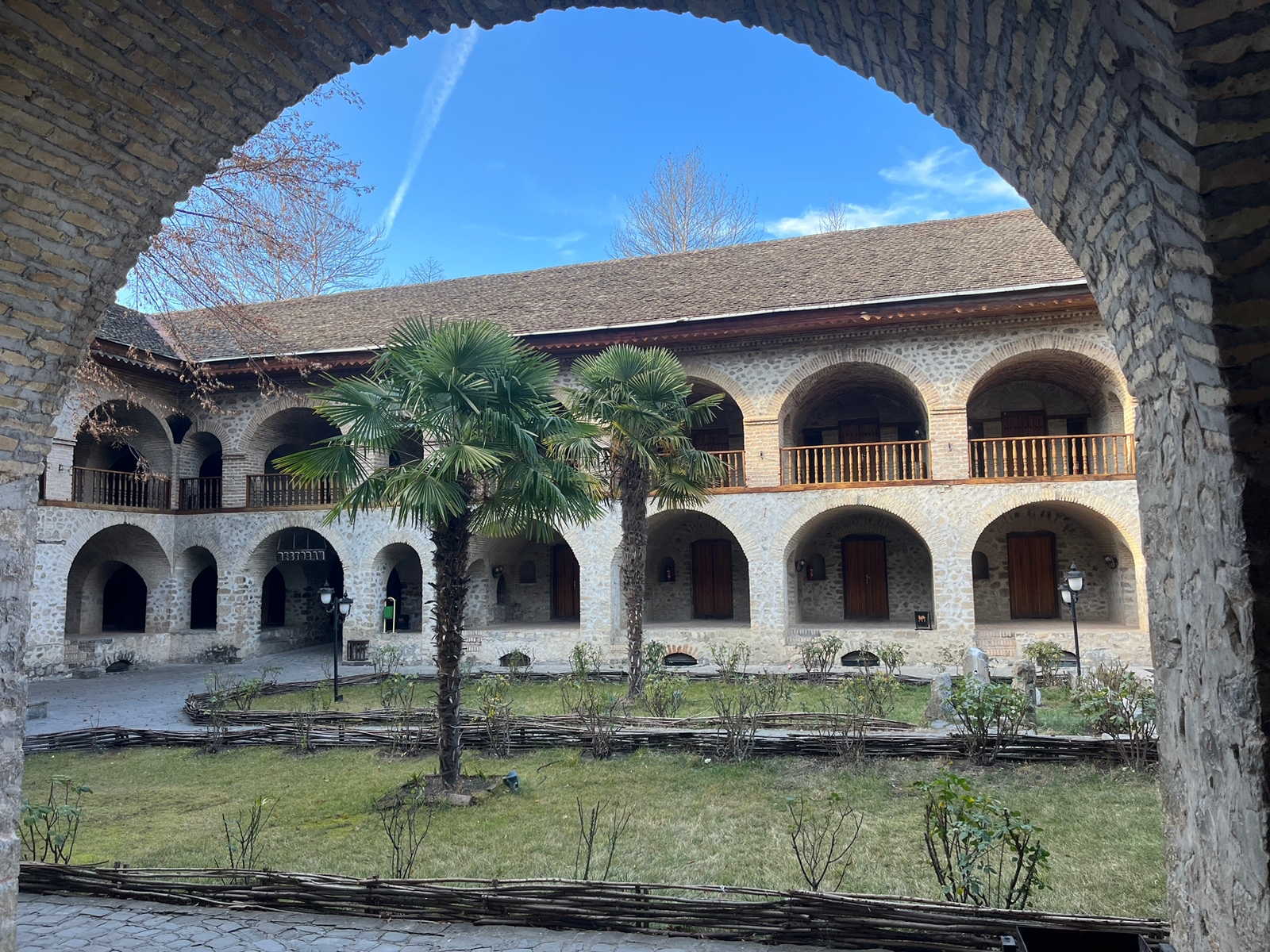
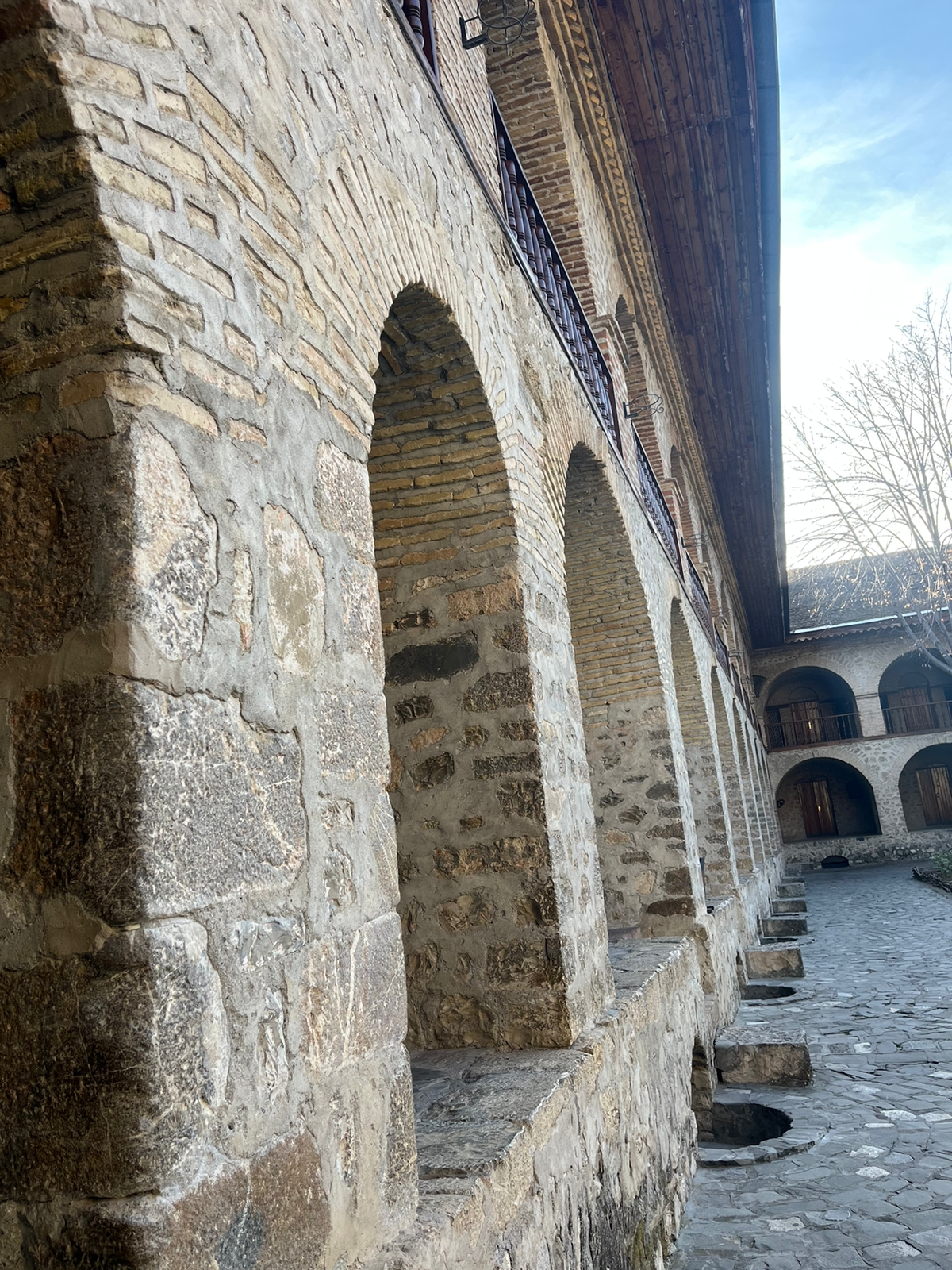